# Nemeritis similis
Nemeritis similis là một loài tò vò trong họ Ichneumonidae.